# Finlandia en los Juegos Olímpicos de Múnich 1972
Finlandia estuvo representada en los Juegos Olímpicos de Múnich 1972 por un total de 96 deportistas que compitieron en 16 deportes.  
El portador de la bandera en la ceremonia de apertura fue el piragüista Ilkka Nummisto.

## Medallistas
El equipo olímpico finlandés obtuvo las siguientes medallas:
| Nombre                                    | Deporte            | Competición             |
| ----------------------------------------- | ------------------ | ----------------------- |
| Oro                                       |                    |                         |
| Pekka Vasala                              | Atletismo          | 1500 m M                |
| Lasse Virén                               | Atletismo          | 5000 m M                |
| Lasse Virén                               | Atletismo          | 10 000 m M              |
| Plata                                     |                    |                         |
| Reima Virtanen                            | Boxeo              | Medio (75 kg) M         |
| Bronce                                    |                    |                         |
| Tapio Kantanen                            | Atletismo          | 3000 m con obstáculos M |
| Risto Björlin                             | Lucha grecorromana | 57 kg M                 |
| Risto Hurme Veikko Salminen Martti Ketelä | Pentatlón moderno  | Equipos M               |
| Kyösti Laasonen                           | Tiro con arco      | Individual M            |